# 高山気候
高山気候（こうざんきこう、英: alpine climate）とは気候区分のひとつである。ケッペンの気候区分には無い区分であり、後にトレワーサらによる修正版で加えられた。アルプス気候とも呼ばれる。記号にはHを用いる。アリソフの気候区分では、ヒマラヤ山脈、アンデス山脈などが高山気候地域に位置づけられている。

## 植生と分布
高山気候は森林植生の高度分布から判断される。山地帯も同様に森林分布から判断し、照葉樹林帯を亜山地帯、落葉広葉樹林帯を山地帯、常緑針葉樹林帯を亜高山帯とし、それ以上を高山帯とするが、気候においては概ね高山帯の森林限界以上の高度の気候を高山気候とし、それ以下を山岳気候として区別している。

## 植生におよぼす性質
通常、標高が100m高くなるごとに気温は約0.65℃ずつ下がる。この気温の逓減率により、この高山気候に属する高地では同緯度の低地よりも気温が低くなる。
標高の上昇とともに気圧も低下し、標高約 5500mで 気圧は地上の半分にまで下がる。気圧が下がるほど水蒸気圧が下がって露点温度も下がるので、高山では湿度が高くても空気中の水分の絶対量が低地に比べ少ない。
低緯度の高山では、日中の高温により乾燥しがちになり、概ね乾燥限界高度は低い。
高緯度の高山では、低温になるほど水の飽和水蒸気圧が下がるので、少ない水分でも湿度が高い。また凝結して霧や降雨となり、急峻な地形の山岳では流下してしまい土壌への水分が確保されにくい。
岩石土壌では一層厳しくなる。

## 代表的な高山気候
海抜が 2,000m 以上となる土地は地球上の全陸地の約3割にあたるが、そのさらに3割は南極大陸にあるため高地気候ではない。
位置する緯度の違いによって気候に違いが見られる。
- 熱帯高山気候 - 南北の回帰線に挟まれた低緯度地域は、気温の年較差が小さく日較差のほうが大きい。植生については、十分な日射により太陽光は確保できるため、水分が確保できる条件では森林限界高度が高くなる。ケッペンの気候区分では温帯夏雨気候もしくは西岸海洋性気候に属する地域が多く、熱帯果樹で耐寒性の高いものはこのような地域からの原産が多い。
- 温帯高山気候 - 気温が日較差よりも年較差のほうが大きいため、年間を通じた積算温度の影響が大きくなる。ケッペンの気候区分では寒帯、亜寒帯、西岸海洋性気候のうちのCfc（夏も冷涼）のいずれかに属し、植生も寒帯もしくは亜寒帯気候に似るが、日射が多い点で本質的には異なる。温帯では概ね標高 2000m 以上の高地に分布するとされる。

なお、日本にも富士山や飛騨山脈をはじめ標高 2000m 以上の高山は多数存在し、山頂付近などごく一部に高山気候の特色が現れる。しかし、気候区として区分できるほどには広範囲でなく、また小さなテリトリーでは緯度による気温帯以外の要因で森林限界を生じていることがあるため、通常はこれらの山々を高山気候には分類しない。
世界においても森林限界の要因が標高基準だけによっているとは限らず、また地域は山岳気候とも重なっていて基準は明確でない。現在の主な分布は概ね新生代以降の造山運動で生じた山脈中の高山地域に重なる。以下は代表的な分布地である。
- 熱帯高山気候 - ボルネオ島、ニューギニア島、アフリカ東部、アビシニア（現在のエチオピア）、メキシコ、アンデス中部の、いずれも高原や山岳地帯。
- 温帯山岳気候 - チベット高原、ヒマラヤ山脈、ヨーロッパ・アルプス、ロッキー山脈、アンデス山脈中部の、いずれも山岳地帯。同様の気候条件は日本の日本アルプスの山頂付近などにみられる。

高山では侵食による地形が気候に及ぼす影響が無視できないほど大きい。山体の陽斜面で植生が発達していても陰斜面や深い長谷の底では全く異なっているということも少なくない。盆地地形では気温の年較差日較差とも大きくなり、乾燥化がより進む。また、卓越風の影響が大きくなるため一般には風が強い。

## 人間の居住
熱帯高山気候では、低地特有の高温多湿とは異なり、「常春」と呼ぶべき適度な恒温と、低湿度により比較的快適となる。例えばエクアドルの首都キトは赤道直下に位置するにもかかわらず、標高2800mを超える高地に位置しているため、月平均気温は1年中13.5℃前後でほとんど変化が無い。一方、中・高緯度地域では同緯度の低地が温帯・亜寒帯気候であり、低緯度地方とは異なり年較差が大きいために寒帯に似た気候を示す。なお、いずれの場合も気温の日較差は大きい。

### 代表的な都市
同緯度の低地に比べて涼しいため低緯度地域では古くより高山都市が発達し、マヤ文明、アステカ文明やインカ文明が栄えた。一方、中緯度以上の地域でもその数は多くはないもののやはり高山都市が存在する。以下はこの気候区に属する都市のうち代表的なものである。
- ラパス（ボリビア、標高4071m）
- キト（エクアドル、標高2812m）
- ボゴタ（コロンビア、標高2640m）
- メキシコシティ（メキシコ合衆国、標高2306m）
- アディスアベバ（エチオピア、標高2324m）
- ラサ（中華人民共和国チベット自治区、標高3650m）
- サンタフェ（アメリカ合衆国ニューメキシコ州、標高2130m）
- クスコ（ペルー、標高3400m）

なおケッペンの気候区分にはこの高山気候は無く、後にトレワーサらによる修正版で加えられたものである。オリジナルのケッペンの気候区分ではラパスはCwc、キト・メキシコシティ・アディスアベバ・ラサはCwb、サンタフェはBSkに、それぞれ分類されている。

### 雨温図
標高2000~2500mではどこもおおよそ各月13~18℃で安定していて、年平均気温も15~16℃前後のところが多いが、降水量は場所により大きく異なる。ケッペンの気候区分では以下のように分類される。
- Cfb - ヌワラエリヤ、ボゴタ
- Cwb - メキシコシティ、ダラット
- BSk - アスマラ
- BWk - アレキパ

## 植生
キリマンジャロ山など低緯度地域に位置する高山では低地の熱帯雨林やサバナから標高が上がるにつれて温帯の落葉広葉樹林、亜寒帯の針葉樹林、寒帯のツンドラ、頂上近くの永久氷雪地帯へと高度別に段階的な植生の変化が見られる。一方中・高緯度地域でも広葉樹林・針葉樹林から始まる高度別の植生の変化は見られるが、森林限界、植物限界ともにその標高は低緯度地域に比べて低くなる。なお、高山に見られるツンドラを寒帯のツンドラと区別して高山ツンドラという。
乾燥帯においては標高に伴って気温が下がることによって乾燥限界が下がり、また冬季の降雪によって降水量が増えることもある。そのため同緯度の低地で砂漠であっても、高地では背丈の低い草が生育するステップになる。さらに標高が上がると乾燥限界がさらに下がり、乾燥地帯から湿潤地帯へと変化する。アメリカ合衆国アリゾナ州北部、フラッグスタッフ市付近にそびえる独立峰、ハンフリーズ・ピーク（Humphreys Peak、標高3,850m）ではその植生は山麓の高地砂漠（実際はステップ）から山岳森林、高山ツンドラへと変化する。